# Baba Taher

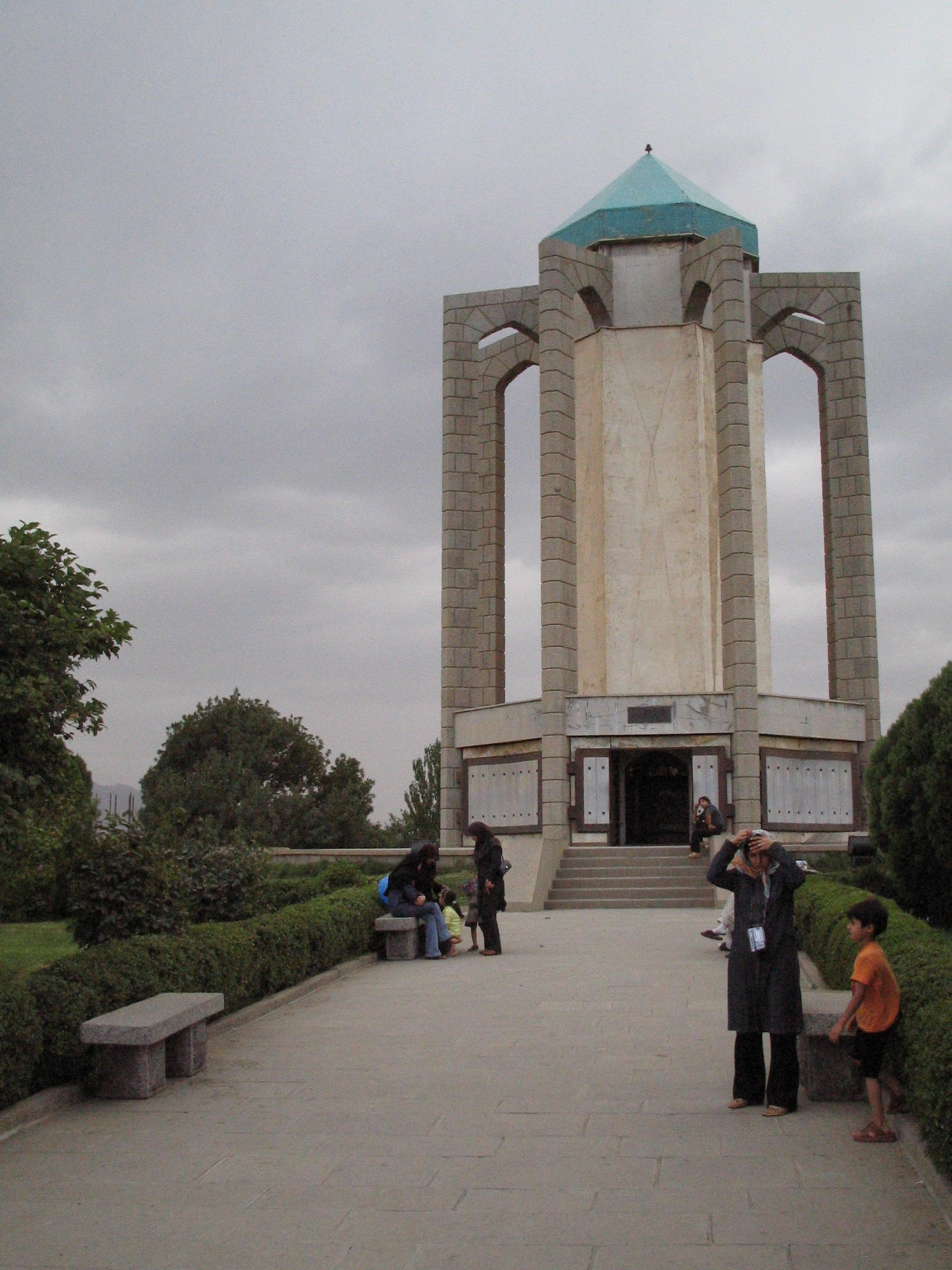
Grabmal des Baba Taher in seiner Heimatstadt Hamadan (Iran) aus dem Jahr 1970

Bābā Tāher (persisch بابا طاهر عريان همدانى, DMG Bābā Ṭāher ‘Oryān-e Hamadānī, lurisch باوا تاهر, DMG Bāwā Tāher, * um 944; † um 1019; weitere genannte Daten: * um 1000; † nach 1055, u. a., Hamadan, Iran) war ein Dichter persischer Sprache des 10. bzw. 11. Jahrhunderts. Sein Grabmal befindet sich in Hamadan.

## Leben
Bābā Tāher wuchs in Hamadan auf und gilt als einer der ersten bedeutenden Dichter der persischsprachigen Literatur. Es gibt wenig Berichte über sein Leben, was zu Kontroversen in der Forschung geführt hat. Sein Beiname ‘Oryān (arab. der Nackte) lässt jedoch vermuten, dass Bābā Tāher ein wandernder Derwisch (Sufi) war. In der Forschung wird Bābā Tāhers Tod in erster Linie auf das Jahr 1019 datiert, obwohl auch hier die Meinungen auseinandergehen. Man nimmt an, dass er 75 Jahre alt geworden ist, was ihn zu einem Zeitgenossen Firdausis und Avicennas sowie zu einem unmittelbaren Vorgänger Omar Chayyāms gemacht hätte.

## Werk
Bābā Tāher schrieb seine do beitī-hā (persisch دوبيتى ها, wörtl. „Doppelverse“) im Stil der traditionellen Vierzeiler (arabisch رباعى, DMG rubā‘ī) in einem Dialekt, der Fahlawī genannt wird und dem lokalen Dialekt Māzandarāns ähnelt, aber auch mit der heutigen lurischen Sprache (Lorī) der Gegend um Hamadan in Verbindung gebracht wird. Ferner soll er auch Gedichte auf Kurdisch und Arabisch verfasst haben. Ohne einen konkreten Nachweis darüber liefern zu können, werden ihm an die 300 Vierzeiler sowie eine Sammlung arabischer Maximen – die einen philosophischer, die anderen mystischer Natur – zugeschrieben. Seine Gedichte behandeln vor allem Aspekte der mystischen Liebe. Bei Aufführungen im Rahmen der klassischen iranischen Musik werden sie vorzugsweise auf der Langhalslaute Setar begleitet.

### Ausgewählte Gedichte
agar dar masǧedī yā dar kelīsā

to har ǧā’ī delam-rā ka‘be ānǧāst

torā ḫwāham torā ǧūyam naporsam

ke īnǧā masǧede yā ke kelīsāst
Ob in einer Moschee oder in der Kirche dort,

Wo immer Du bist, ist Dein Haus meines Herzens Ort.

Dich will ich, Dich such’ ich und ich frage nicht:

Ist hier die Moschee oder die Kirche dort?
ḫošā ānūnke az pā sar naẕūnand

miyān-e šo‘le ḫošk-o tar naẕūnand

konešt-o ka‘be-wo botḫāne-wo deir

sarā’ī ḫālī az delbar naẕūnand
Wohl denen, die vom Fuß aus den Kopf nicht erkennen,

Die inmitten der Flamme Trocken und Nässe nicht kennen,

Die, ob Synagoge, Ka‘ba, Götzentempel oder Kloster der Christen,

Ein Haus, leer vom Herzliebsten, nicht kennen.
mū k'az sūte-delānom čūn nanālom

mū k'az bī-ḥāṣelānom čūn nanālom

nešaste bolbolān bā gol benāland

mū ke dūr az golānom čūn nanālom
Ich bin von denen, die im Herzen verbrannt, weil ich nicht schluchze.

Ich bin von denen, die ohne Gelingen, weil ich nicht schluchze.

Sitzen die Nachtigallen bei der Rose, schluchzen sie.

Ich bin fern von meiner Rose aller Rosen, weil ich nicht schluchze.
yekī dard-o yekī darmūn pasandad

yekī waṣl-o yekī heǧrūn pasandad

mū az darmūn-o dard-o waṣl-o heǧrūn

pasandom ūnke-rā ǧānūn pasandad
Dem einen ist Schmerz, dem anderen Linderung lieb.

Dem einen ist Vereinigung, dem anderen Trennung lieb.

Mir ist von Linderung, Schmerz, Vereinigung und Trennung

Das lieb, was meinem Herzallerliebsten lieb.
agar del delbar-o delbar kodūme

wagar delbar del-o del-rā če nūme

del-o delbar beham āmīte wīnom

naẕūnom del ke-wo delbar kodūme
Wenn das Herz Der das Herz trägt, dann ist Der das Herz trägt welcher?

Und wenn Der das Herz trägt das Herz, dann ist des Herzens Name welcher?

Ich seh’ das Herz und Den, der das Herz trägt, einander eins.

Nun weiß ich nicht, das Herz und Der das Herz trägt ist welcher?
bowad dard-e mū-o darmūnom az dūst

bowad waṣl-e mū-o heǧrūnom az dūst

agar qaṣṣābom az tan wākare pūst

ǧodā hargez nagarde ǧūnom az dūst
Möge mir auch Leid sein oder Linderung vom Freund,

Möge mir auch Vereinigung sein oder Trennung vom Freund.

Wenn der Schlächter mir gar vom Leib zieht die Haut,

Möge niemals meine Seele getrennt sein vom Freund.
torā mīḫwām wagar nei yār-e besyār

golī mīḫwām wagar nei ḫār-e besyār

golī mīḫwām ke dar sāyaš nešīnom

wagar nei sāye-ye dīwār-e besyār
Dich will ich, doch wenn nicht, an Freunden viel.

Eine Rose will ich, doch wenn nicht, an Dornen viel.

Eine Rose will ich, in deren Schatten ich sitz’,

Doch wenn nicht, Schatten von Mauern viel.
mū ān mastom ke pā az sar naẕūnom

sar-o pā’ī be-ǧoz delbar naẕūnom

del-ārāmī k'az'ū gīrad del-ārām

be-ġeir az sāqī-ye kaus̱ar naẕūnom
So berauscht bin ich, dass ich den Fuß vom Kopf aus nicht kenn’,

Dass ich Kopf und Fuß außer Des, der das Herz trägt, nicht kenn’.

Wenn Der, der das Herz ruhen lässt, von ihm nimmt des Herzens Ruh’,

Außer dem himmlischen Mundschenken keinen Paradiesquell ich kenn’.
bī te yā rabb be-bostān gol marūyā

agar rūyā kasaš hargez mabūyā

bī te har kas be-ḫande lab gošāye

roḫaš az ḫūn-e del hargez mašūyā
Ohne Dich, o Herr, blüht im Garten der Düfte die Rose nicht.

Doch wenn sie blüht, duftet sie dem Menschen nicht.

Ohne Dich mag jeder Mensch öffnen zum Lächeln die Lippen,

Doch scheint niemals wider vom Herzblut sein Angesicht.

#### Einige Erläuterungen
„Der Freund“, „der Herzensgeliebte/Herzliebste“, „die Rose aller Rosen“, „der Herzensträger“, „Der dem Herzen Ruhe gibt“ und nicht zuletzt „das Verbrannte im Herzen“ (= das nicht weiter verbrennen kann) sind bei Bābā Tāher, wie auch bei anderen Mystikern, Synonyme für den göttlichen Geliebten: Wo Er ist, ist Sein Haus (Synagoge, Kirche, Moschee, Götzentempel, doch vor allem das eigene Herz).

## Ausgaben
- Manouchehr Adamiyat (Hrsg.): ديوان بابا طاهر, DMG Dīwān-e Bābā Ṭāher. Atellyeh Honar, Teheran 2001 (persisch).
- Seyyed Yaḥyā Borqa‘ī (Hrsg.): سوته دلان ـ تلفيقى از دوبيتى هاى بابا طاهر عريان, DMG Sūte-delān – talfīqī az dobeitīhā-ye Bābā Ṭāher-e ‘Oryān. Teheran 1346 AHS (1967/68) (persisch).